# Otto Mittler
Otto Mittler (* 25. Mai 1890 in Döttingen; † 30. Oktober 1970 in Baden AG, heimatberechtigt in Döttingen) war ein Schweizer Historiker und Rektor der Bezirksschule Baden.

## Leben und Werk
Otto Mittler wuchs als Sohn eines Weinbauern in Döttingen auf. Nach der Bezirksschule in Leuggern besuchte er das kantonale Lehrerseminar in Wettingen und studierte in Zürich und München Geschichte und Philologie. 1918 doktorierte er bei Wilhelm Oechsli und Gerold Meyer von Knonau mit einer Arbeit über das Soldwesen. Danach wirkte er zunächst in Gränichen als Bezirksschullehrer, ehe er nach Baden an die Bezirksschule wechselte, wo er bis zu seiner Pensionierung 1958 im Lehramt blieb. 1932 bis 1946 hatte er das Rektorat inne.
Mittler gilt zusammen mit Max Müller als einer der geistigen Väter der zweiten Aargauer Kantonsschule in Baden. Zusammen mit Staatsarchivar Georg Boner gehört er zu den bedeutendsten Heimatforschern des Kantons Aargau. Sein meistzitiertes Werk ist Geschichte der Stadt Baden, veröffentlicht in zwei Bänden: Von der frühesten Zeit bis 1650 und Von 1650 bis Gegenwart. Viele seiner historischen Beiträge erschienen in den Badener Neujahrsblättern. Hier gehörte er zusammen mit Paul Haberbosch und Karl Surläuly zu einer Generation Bezirkslehrern, die sich um Geschichte und Heimatkunde von Stadt und Region Baden äusserst verdient machten. 1946 bis 1958 präsidierte er die Historische Gesellschaft des Kantons Aargau.
1962 wurde Mittler das Badener Ehrenbürgerrecht verliehen. Er war mit der Freiämterin Marie Hilfiker verheiratet und Vater zweier Kinder, darunter des Historikers Max Mittler.

## Publikationen
- Die Söldnerwerbung des Seigneur von Sancy in der Schweiz und die Eröffnung des Savoyerkriegs im Jahre 1589 (= Schweizer Studien zur Geschichtswissenschaft. Band 11, Heft 2), Leemann, Zürich 1919, DNB 363628630 (Dissertation Universität Zürich, Philosophische Fakultät I, 1919, 83 Seiten, unter dem Titel: Die militärisch-diplomatischen Sendungen des Seigneur von Sancy nach der Schweiz und nach Deutschland in den Jahren 1589-1591 DNB 570598958).
- Deutschland, Deutschland! Roman, Orell Füßli, Zürich 1926, DNB 575145935, NA: Orell Füssli, Zürich / Berlin / Leipzig [1932], DNB 580746526.
- Hundert Jahre Pfarrei Döttingen [1850 - 1950]; Gedenkschrift über die kirchliche Vergangenheit der Gemeinde, verfasst von Otto Mittler, Baden, Hermann, J. Welti, Leuggern, im Auftrag der Kirchenpflege Döttingen, Kirchenpflege, 1951 DNB 999322486
- Jack Davis sorgt für alles, Roman. Hallwag, Bern [1958], DNB 364404604.
- Geschichte der Stadt Baden, 2 Bände, im Auftrag von Einwohner- und Ortsbürgergemeinde Baden, Sauerländer Aarau  1962 und 1965, DNB 453412602:
  - Band 1: Von der frühesten Zeit bis um 1650. Sauerländer, Aarau, 1962, DNB 453412610.
  - Band 2: Von 1650 bis zur Gegenwart. Sauerländer, Aarau 1965, DNB 366880357.